# Edward Diggle
Edward Diggle (1864 – 1934) è stato un giocatore di snooker inglese.

## Carriera
Edward Diggle debuttò in un torneo professionistico nell'American Tournament 1907-1908, classificandosi al settimo ed ultimo posto. Nell'edizione successiva, invece, l'inglese si posizionò terzo, mentre nel 1909-1910 giunse quarto. Diggle prese parte anche all'unico evento del Professional Tournament, tra l'ottobre 1910 al marzo 1911, conquistando un terzo posto.

## Risultati
In questa tabella sono riportati i risultati nei tornei di snooker in cui Edward Diggle ha partecipato.
| Competizioni                     | Anni               | Risultati          | Vincite | Century Breaks | Miglior break |
| -------------------------------- | ------------------ | ------------------ | ------- | -------------- | ------------- |
| The American Tournament          | 1907-1908          | 7°                 | £0      | 0              | ?             |
| The American Tournament          | 1908-1909          | 3°                 | £0      | 0              | ?             |
| The American Tournament          | 1909-1910          | 4°                 | £0      | 0              | ?             |
| Totale (The American Tournament) | 3 partecipazioni   | 3 partecipazioni   | £0      | 0              | ?             |
| Professional Tournament          | 1910-1911          | 3°                 | £0      | 0              | ?             |
| Totale (Professional Tournament) | 1 partecipazione   | 1 partecipazione   | £0      | 0              | ?             |
| Totale carriera                  | 4 tornei disputati | 4 tornei disputati | £0      | 0              | ?             |

## Statistica match[9]
| Round         | Match | Vittorie | Pareggi | Sconfitte | % vittorie |
| ------------- | ----- | -------- | ------- | --------- | ---------- |
| Fase a gironi | 20    | 7        | 6       | 7         | 35%        |
| Totale        | 20    | 7        | 6       | 7         | 35%        |

## Testa a testa[10]
Nella seguente tabella vengono elencati giocatori per numero di sfide contro Edward Diggle.
| N° | Giocatore       | Match | Vittorie | % vittorie |
| -- | --------------- | ----- | -------- | ---------- |
| 1  | Tom Aiken       | 2     | 2        | 100%       |
| 2  | Melbourne Inman | 3     | 2        | 66,67%     |
| 3  | Tom Reece       | 4     | 2        | 50%        |
| 4  | Harry Stevenson | 4     | 1        | 25%        |
| 5  | Walter Lovejoy  | 1     | 0        | 0%         |
| 6  | James Collens   | 1     | 0        | 0%         |
| 7  | Cecil Harverson | 5     | 0        | 0%         |

      Saldo positivo
      Saldo negativo
      Saldo neutro